# Code 37
Code 37 est une série télévisée belge en 39 épisodes de 45 minutes diffusée entre le 29 août 2009 et le 22 novembre 2012 sur la chaîne flamande VTM.
Au Québec, la série a été diffusée à partir du 28 mars 2013 sur Séries+, en France depuis le 29 avril 2013 sur Jimmy, et en Suisse, à partir de janvier 2016 sur Rouge TV.[réf. souhaitée]

## Synopsis
Hannah Maes est la nouvelle capitaine de la brigade des mœurs au sein du département de police de Gand en Belgique. Unique femme de son équipe, elle verra son autorité et ses compétences contestées dès son arrivée. Grâce à son esprit rusé et à son attitude combative, elle réussira à gagner le respect de ses collègues. Ensemble, ils résoudront les crimes les plus sordides et insolites de la ville : viols, assassinats et cas de pédophilie.

## Distribution
- Veerle Baetens : Hannah Maes
- Michael Pas : Bob De Groof
- Marc Lauwrys (nl) : Charles Ruiters
- Gilles De Schrijver : Kevin Desmet
- Geert Van Rampelberg : Koen Verberk

## Épisodes

### Première saison (2009)
1. Première enquête (Bij de keel)
2. Complicité de voyeurisme (Deborah)
3. Viol (Zonder bijsluiter)
4. Un vice familial (Naakte feiten)
5. Pornographie infantile (Candid camera)
6. Inceste (Jeugdzonde)
7. Agressions (Gaybashing)
8. Classé X (Toegevoegde Tijd)
9. Talents en herbe (Jong talent)
10. Meurtre à l'oriental (Oude liefde)
11. Folie passionnelle (30-Love)
12. Quartier rouge (partie 1) (Wereld van glas (1/2))
13. Quartier rouge (partie 2) (Wereld van glas (2/2))

### Deuxième saison (2011)
1. Dormez bien (Slaap zacht)
2. Escort-girls (Black Diamond)
3. Seconde chance (Tweede kans)
4. Céleste (Fair trade)
5. Insoupçonnable (El Paradiso)
6. Incarcération (In De Cel)
7. L'homme qui aimait les rousses (Razernij)
8. Blessures d'enfance (Gekraakt)
9. Le coupable idéal (Carwash)
10. La maîtresse de Gand (Edge Play)
11. Drôle de voisinage (Buren)
12. L'Oasis - partie 1 (De oase - deel 1)
13. L'Oasis - partie 2 (De oase - deel 2)

### Troisième saison (2012)
1. Retrouvailles - partie 1 (De Nachtwacht - deel 1)
2. Retrouvailles - partie 2 (De Nachtwacht - deel 2)
3. Le Pensionnat (Virgin Suicides)
4. Triple X (Triple X)
5. Menaces psychiatriques (Schemerzone)
6. Une vieille connaissance
7. Coup monté
8. Les jumelles (Teamwork)
9. Enfance brisée (Ondergronds)
10. Poussière d'étoile (Sterrenstof)
11. Le retour de la mère (Natuurlijke drang)
12. Les liens du sang - partie 1 (Preggo - deel 1)
13. Les liens du sang - partie 2 (Preggo - deel 2)

## Commentaire
Un film a été produit et sorti en salles le 26 octobre 2011. Il a été diffusé à la télévision en tant qu'épisode en deux parties au début de la troisième saison en septembre 2012.